# Divizia Națională 2014-2015
La Divizia Națională 2014-2015 è stata la 24ª edizione del massimo campionato di calcio moldavo. La stagione è iniziata a luglio 2014 e si è conclusa a maggio 2015.

## Novità
Speranța Crihana Veche e CSCA-Rapid Chișinău sono retrocesse al termine della stagione 2013-2014. Al loro posto è stato promosso dalla Divizia A il Saxan Gagauz Yeri.

## Regolamento
Le 11 squadre si affrontano in gironi di andata-ritorno-andata, per un totale di 30 giornate. La squadra campione di Moldavia si qualifica al secondo turno della UEFA Champions League 2015-2016, la seconda e la terza classificata si qualificano al primo turno della UEFA Europa League 2015-2016, mentre l'ultima classificata retrocede direttamente in Divizia A.

### Squadre partecipanti
| Club              | Città         | Stadio                      | Posizione 2013-2014   |
| ----------------- | ------------- | --------------------------- | --------------------- |
| Academia Chișinău | Chișinău      | Stadio Dinamo               | 10º posto             |
| Costuleni         | Costuleni     | Stadio Orhei                | 7º posto              |
| Dacia Chișinău    | Chișinău      | Stadio Dinamo               | 4º posto              |
| Dinamo-Auto       | Tiraspol      | Stadion Tiligul             | 8º posto              |
| Milsami Orhei     | Orhei         | Stadio Orhei                | 6º posto              |
| Zarea Bălți       | Crihana Veche | Stadio Atlant (Cahul)       | 11º posto             |
| Saxan             | Ceadîr-Lunga  | Stadio Zentral Ceadir-Lunga | 1º posto in Divizia A |
| Sheriff Tiraspol  | Tiraspol      | Stadio Sheriff              | Campione di Moldavia  |
| Tiraspol          | Tiraspol      | Sheriff Stadium             | 2º posto              |
| Veris Chișinău    | Chișinău      | Stadionul CPSM              | 3º posto              |
| Zimbru Chișinău   | Chișinău      | Stadio Zimbru               | 5º posto              |

## Classifica
Aggiornata al 23 maggio 2015
|       | Pos. | Squadra           | Pt | G  | V  | N | P  | GF | GS | DR  |
| ----- | ---- | ----------------- | -- | -- | -- | - | -- | -- | -- | --- |
|       | 1.   | Milsami Orhei     | 55 | 24 | 17 | 4 | 3  | 50 | 15 | +35 |
|       | 2.   | Dacia Chișinău    | 55 | 24 | 17 | 4 | 3  | 48 | 13 | +35 |
|       | 3.   | Sheriff Tiraspol  | 55 | 24 | 17 | 4 | 3  | 56 | 16 | +40 |
|       | 4.   | Tiraspol          | 44 | 24 | 14 | 2 | 8  | 49 | 28 | +19 |
| [ 1 ] | 5.   | Saxan             | 30 | 24 | 8  | 6 | 10 | 20 | 30 | -10 |
|       | 6.   | Zimbru Chișinău   | 27 | 24 | 7  | 6 | 11 | 23 | 19 | +4  |
|       | 7.   | Academia Chișinău | 17 | 24 | 5  | 2 | 17 | 18 | 47 | -29 |
|       | 8.   | Dinamo-Auto       | 14 | 24 | 4  | 2 | 18 | 23 | 63 | -40 |
|       | 9.   | Zarea Bălți       | 12 | 24 | 4  | 0 | 20 | 10 | 66 | -56 |
|       | 10.  | Costuleni         | 0  | 0  | 0  | 0 | 0  | 0  | 0  | 0   |
|       | 11.  | Veris Chișinău    | 0  | 0  | 0  | 0 | 0  | 0  | 0  | 0   |

Legenda:

      Campione di Moldavia e ammessa alla UEFA Champions League 2015-2016

      Ammesse alla UEFA Europa League 2015-2016

      Ritirata

## Risultati
|                   | Aca     | Dac     | DiA     | Mil     | Oli     | Sax     | She     | Tir     | Zim     |
| ----------------- | ------- | ------- | ------- | ------- | ------- | ------- | ------- | ------- | ------- |
| Academia UTM      | –––     | 0-1     | 2-0     | 1-1 1-3 | 5-2 3-0 | 0-1 1-4 | 0-3 0-2 | 0-3     | 0-2     |
| Dacia Chișinău    | 1-0 8-1 | –––     | 2-0 6-2 | 2-0     | 3-0     | 0-0 3-0 | 3-2 0-0 | 1-2     | 0-0     |
| Dinamo-Auto       | 1-0 1-1 | 0-2     | –––     | 0-5 1-2 | 4-0     | 0-3 4-1 | 1-2 0-1 | 0-1     | 0-3     |
| Milsami Orhei     | 1-0     | 3-0 2-1 | 6-0     | –––     | 4-0 5-0 | 1-1     | 0-0     | 1-0 1-2 | 1-0 2-1 |
| Olimpia Bălți     | 1-0     | 0-2 0-4 | 2-0 1-5 | 1-3     | –––     | 2-0     | 0-1     | 0-1 0-4 | 0-1 0-2 |
| Saxan Gagauz Yeri | 1-0     | 0-1     | 2-1     | 0-2 1-0 | 1-0 0-1 | –––     | 1-1 0-1 | 2-0     | 0-0 1-1 |
| Sheriff Tiraspol  | 3-0 5-0 | 1-2 0-4 | 7-2 2-2 | 0-0     | 4-0     | 4-0 3-1 | –––     | 2-1     | 3-0     |
| Tiraspol          | 3-1 5-0 | 0-0 0-4 | 8-1 2-2 | 1-2     | 2-0     | 4-0 3-1 | 2-4     | –––     | 2-1     |
| Zimbru Chișinău   | 0-1     | 0-1     | 2-0 0-0 | 0-2     | 6-0     | 0-0     | 0-1     | 3-1 0-0 | –––\|-  |

## Classifica marcatori
Aggiornata al 23 maggio 2015
| Gol |  |  | Giocatore       | Squadra          |
| --- |  |  | --------------- | ---------------- |
| 20  |  |  | Ricardinho      | Sheriff Tiraspol |
| 13  |  |  | Gheorghe Boghiu | Tiraspol         |
| 12  |  |  | Romeo Surdu     | Milsami Orhei    |
| 11  |  |  | Petru Leucă     | Dacia Chișinău   |
| 11  |  |  | Cristian Bud    | Milsami Orhei    |

## Verdetti
- Campione di Moldavia:  Milsami Orhei
- In UEFA Champions League 2015-2016:  Milsami Orhei
- In UEFA Europa League 2015-2016:  Saxan  Dacia Chișinău  Sheriff Tiraspol
- Retrocesse in Divizia A:   Costuleni  Veris Chișinău